# 東北畜産学会
東北畜産学会（とうほくちくさんがっかい、英語: Tohoku Animal Science And Technology Society）は、日本の学術研究団体の一つ。

## 概要
1951年10月13日設立。学術研究団体としての種別は単独学会。
畜産に関する学術の進歩を図り、東北地域における畜産業と畜産技術の発展に寄与することを目的としている。

## 沿革
- 1951年 - 日本畜産学会東北支部会設立（前身）。
- 1995年 - 東北畜産学会に改称。

## 刊行物

### 東北畜産学会報
- 誌名（和文）：東北畜産学会報
- 誌名（欧文）：Tohoku Journal of Animal Science and Technology
- 創刊年：1995
- 資料種別：ジャーナル（査読付き論文を含む）
- 使用言語：日本語（英文抄録あり）
- 発行形態：印刷体
- 著作権帰属先：学会
- クリエイティブコモンズ：定めていない
- 購読：有料